# TST (Automarke)
TST war eine britische Automarke.

## Unternehmensgeschichte
Das Unternehmen begann 1922 mit der Produktion von Automobilen. Der Markenname lautete TST. Im gleichen Jahr endete die Produktion.

## Fahrzeuge
Das einzige Modell war ein Dreirad. Es ähnelte einem Motorrad mit Seitenwagen, wurde allerdings vom Seitenwagen aus gelenkt. Ein Einzylindermotor von Blackburne trieb über eine Kette das Hinterrad an. Das Motorradgetriebe hatte zwei Gänge.